# Historia Danii
Historia Danii – obejmuje dzieje państwa i narodu duńskiego.

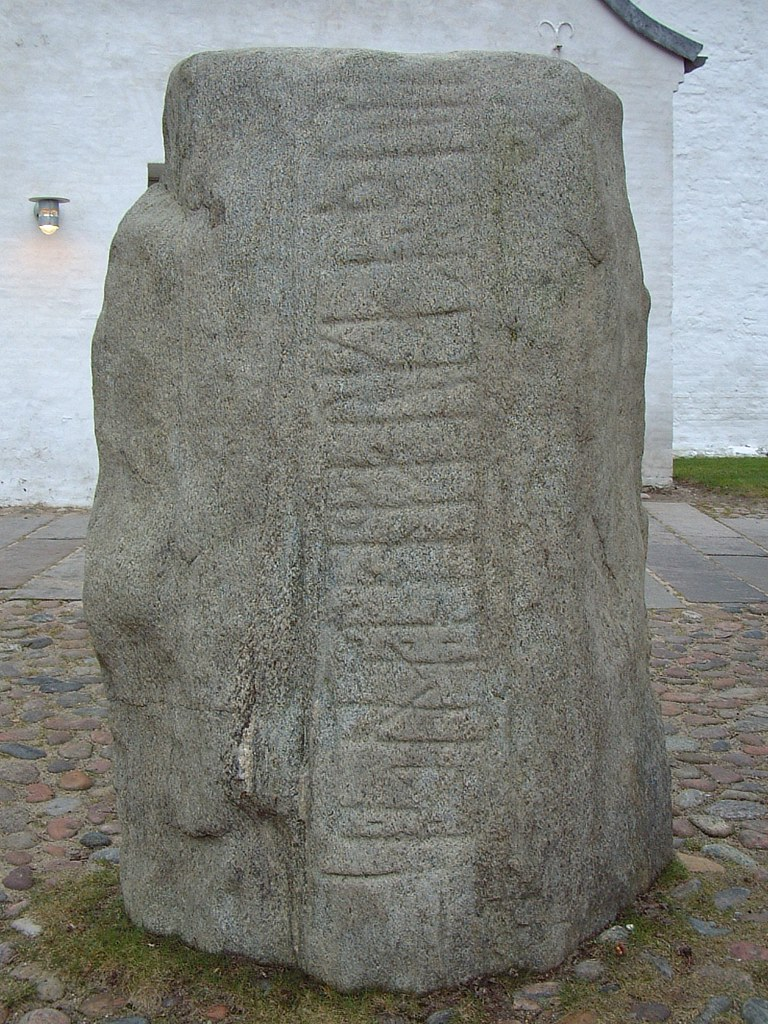
Kamień nagrobny żony Gorma Starego na którym pierwszy raz pojawia się nazwa "Dania".

## Średniowiecze

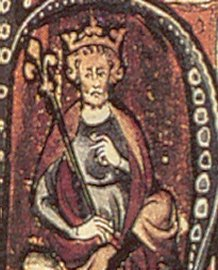
Kanut II Wielki

Do X wieku władcy Danii są postaciami na poły lub całkowicie legendarnymi. Formowanie państwa trwało pięć wieków. W tym czasie Duńczycy byli zorganizowani w wiele drobnych państewek. Pierwszym w pełni poświadczonym źródłowo władcą był Gorm Stary (zm. ok. 958 roku). Jego następca Harald Sinozęby (zm. w 987 roku) prowadził ambitną, ekspansywną politykę – opanował południową Norwegię, chrzest przyjął ok. 965 roku. Zawarł sojusz z pogańskimi Obodrytami przeciwko cesarzom niemieckim: Ottonowi I i Ottonowi II. Władca ten znacznie wzmocnił władzę królewską, budował grody wojskowe i fortyfikacje. Mimo tego w 974 r. Otton II zajął pd. Jutlandię.
W roku 980 prawdopodobnie władzę próbował przejąć syn Haralda Swen Widłobrody. Wtedy też nastąpił częściowy powrót Danów do pogaństwa. Harald zbiegł w 985 roku do Jomsborga, gdzie wkrótce zmarł. Władzę po nim przejął jego syn. Istnieją przesłanki, że Swen został pozbawiony władzy przez najazd Szwedów, którymi dowodził ich król Eryk Zwycięski, a tron odzyskał dopiero po śmierci najeźdźcy (995), jednak jest to wątpliwa informacja. Po odzyskaniu władzy toczył walki o utrzymanie władzy w południowej Norwegii. Początkowo łupieżcze wyprawy na Anglię przerodziły się w zorganizowane wyprawy w celu podboju. Zakończyły się one sukcesem w 1013 r.
Kanut Wielki – król Anglii w latach 1016-1035 (jako Kanut I Wielki, Canute the Great), Danii w latach 1018-1035 (jako Kanut II Wielki, Knud 2. den Store) i Norwegii w latach 1028-1035 – za swojego życia stworzył wielkie północne imperium, które rozpadło się jednak po jego śmierci.
Po jego śmierci nastąpił okres rozprzężenia, wojen domowych i walk o władzę w Anglii i krajach skandynawskich. Utraciła władzę dotychczas panująca dynastia Skjoldungów. W 1047 rządy przejęła - panująca do 1448 r. - dynastia Estrydsenidów (Estridsenów). Jej założyciel - Swen II Estrydsen zwrócił się ku Cesarstwu składając w 1049 r. hold lenny Henrykowi III i odnowił dobre stosunki z arcybiskupstwem bremeńsko-hamburskim.
Waldemar I Wielki (panujący w latach 1157-1182) zjednoczył królestwo przekształcając je w sprawnie funkcjonującą monarchię wczesnofeudalną. Rozpoczął on politykę ekspansji na wybrzeża Bałtyku. W 1168 zajął słowiańską wyspę Ranę i objął wpływami Pomorze Zachodnie. Za jego panowania, biskup Absalon – współpracownik króla – założył Kopenhagę, która wkrótce stała się jednym z kluczowych miast kupieckich tego regionu Bałtyku.
W XI wieku stworzono podwaliny pod duńską historiografię – powstały wówczas pierwsze średniowieczne kroniki duńskie.

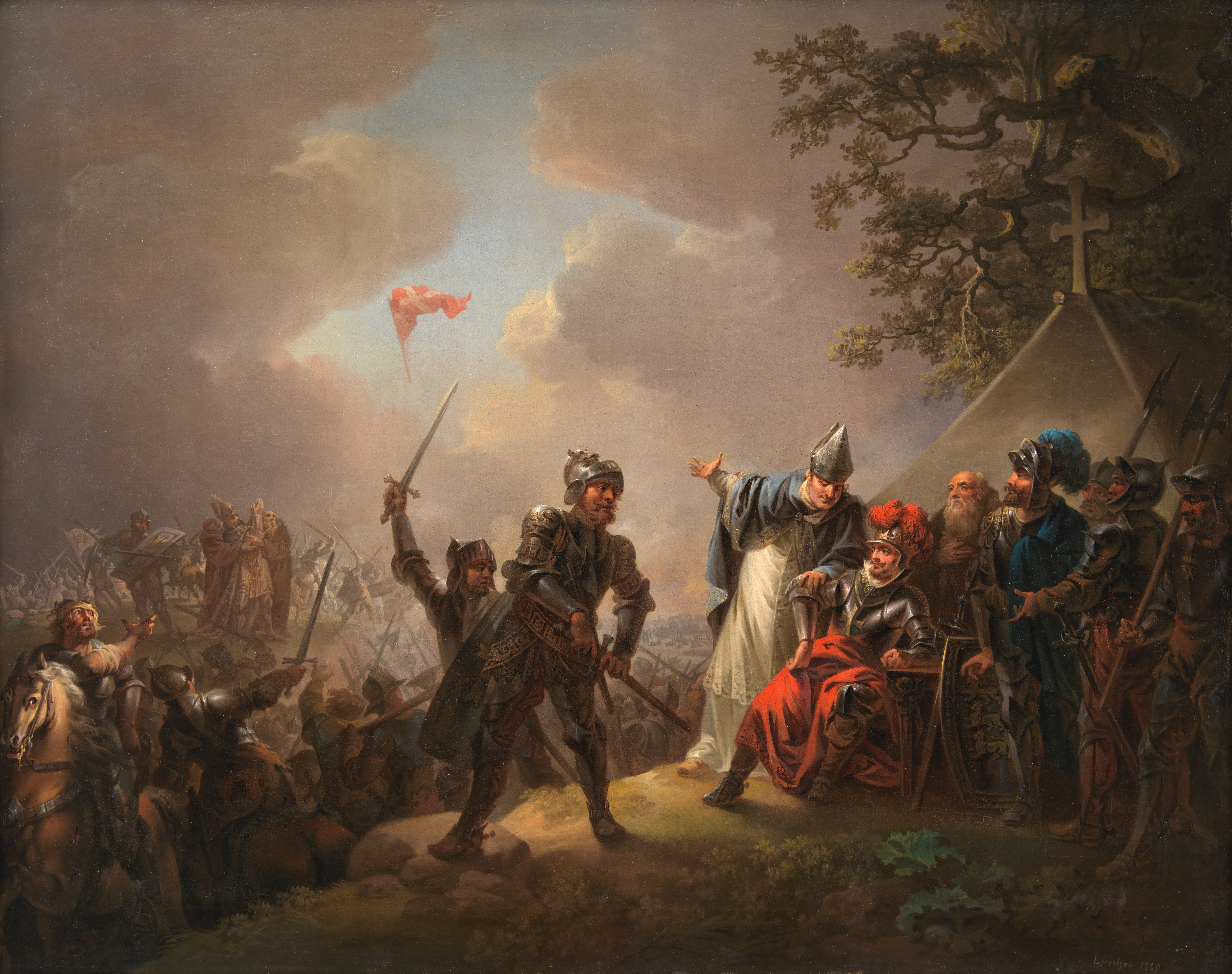
Bitwa pod Lyndanisse

Do XIII wieku Dania panowała na wybrzeżach południowego Bałtyku. Hegemonia została złamana po klęsce z Niemcami pod Bornhöved w 1227. Kraj rozdzierany konfliktami możnowładców stracił znaczenie na arenie międzynarodowej. Duńczycy stracili liczne ziemie. W latach 1332–1340, Szwedzi zajęli Skanię, południową cześć Danii zagrabili władcy Szlezwiku i Holsztynu.
Regres został przełamany za panowania Waldemara IV Odnowiciela (1340-1375). Dania wyszła z rozdrobnienia feudalnego i powoli odzyskiwała dawne znaczenie międzynarodowe. W 1346 sprzedał Estonię inflanckiej gałęzi zakonu krzyżackiego, za 19 tys. grzywien. Dzięki temu król w stanie był odbudować potęgę militarną.
Do 1460, Dania odzyskała wszystkie utracone wyspy oraz Skanię. Od roku 1362 Dania walczyła z niemieckimi kupcami z Hanzy. I wojna duńsko-hanzeatycka toczyła się w latach 1362-1364. Druga w latach 1367-1370. Mimo wygranej I wojny, na mocy pokoju w Strzałowie, po zakończeniu II wojny, to Hanza uzyskała korzystne rozstrzygnięcia.
20 lipca 1397 roku została zawarta unia kalmarska jednocząca praktycznie całą Skandynawię.

## XVI wiek
Chrystian III Oldenburg W 1536 wprowadził w Danii i Norwegii luteranizm i przejął dobra ziemskie Kościoła. W 1537 pod naciskiem szlachty duńskiej, podporządkował Norwegię duńskim instytucjom państwowym, czyniąc ją faktyczną prowincją Danii. Po jego śmierci królem Danii został jego syn – Fryderyk II Oldenburg, który uczestniczył w I wojnie północnej w latach 1563-1570 wraz z Polską i Lubeką przeciw Szwecji.

## XVII wiek

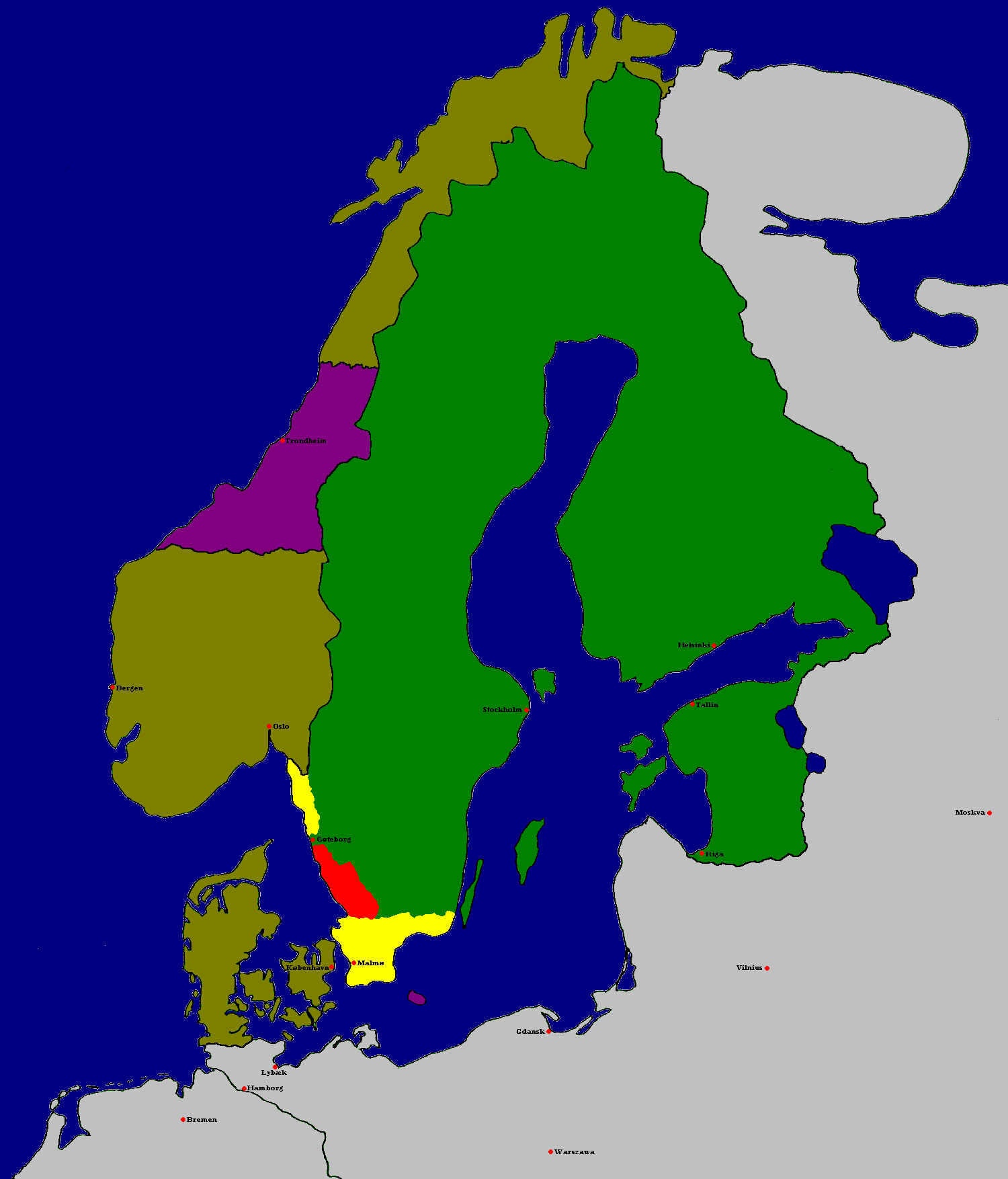
Dania i Norwegia w 1658 r. Skania i Bohuslän (żółte) oddane Szwecji Traktatem z Roskilde podobnie jak Halland (na czerwono) zajmowany przez Szwecję przez 30 lat na podstawie pokoju w Bromsebro, na fioletowo Trondheim i Bornholm, które zostały oddane Szwecji w 1658, ale zbuntowały się i wróciły pod panowanie duńskie w 1660 roku.

Chrystian IV Oldenburg, król Danii i Norwegii w latach 1588-1648, zaangażował swój kraj w wielki konflikt, jakim była wojna trzydziestoletnia, nie uzyskując właściwie żadnych zdobyczy.
Jego następca Fryderyk III Oldenburg (panował 1648-1670) był znakomitym i zręcznym władcą, skupiał się na sprawach wewnętrznych, wprowadzając w swym królestwie monarchię absolutną. W 1660 roku w wyniku zamachu stanu zniesiono tron elekcyjny wprowadzając monarchię dziedziczną – pierwszy podstawowy krok w budowie absolutyzmu. Konstytucja monarchii absolutnej z roku 1667 była jednym ze szczytowych osiągnięć prawodawstwa tej epoki. Kolejny władca Chrystian V Oldenburg panujący od 1670 do 1699 roku, zaangażowany był w wojny przeciwko Francji Ludwika XIV.

## XVIII wiek
Fryderyk IV Oldenburg panujący w latach 1699-1730 był jednym z najzdolniejszych władców duńskich. Potrafił zapewnić swemu krajowi dobrobyt i szacunek innych narodów, mimo przeciwności, jakie spotkały jego stolicę. (Kopenhaga bardzo ucierpiała w wyniku plagi dżumy).
Nie słuchał pochlebców i kierował się dobrem państwa. Sam osobiście niezainteresowany nauką, popierał jej rozwój i rozumiał jej znaczenie i potrzeby. Nastąpił również rozwój sztuki. Danię, będącą wówczas na marginesie zainteresowań europejskich artystów odwiedził ze swą operową trupą Reinhard Keiser, a w samej Danii tworzył znakomity kompozytor Dietrich Buxtehude. Fryderyk odznaczał się również odwagą osobistą i talentem wojskowym. Osobiście dowodził w bitwie pod Gadebusch w grudniu 1712 roku. Zwyciężył wówczas jego szwedzki nieprzyjaciel Karol XII, lecz było to w pewnym sensie zwycięstwo pyrrusowe.
W przeciwieństwie do lubiącego zabawę i sztukę ojca, Chrystian VI Oldenburg (panował od roku 1730 do 1746) był wielkim dewotem, oddanym pietyzmowi. Kopenhaga stała się smutnym kontemplującym miastem. Trzeba jednak zauważyć, że za jego rządów nastąpił bezprecedensowy rozwój budownictwa, związany z potrzebami dworu. Również królowa patronowała tym „budowlanym przedsięwzięciom”. Między wzniesionymi przez nich budynkami znajdowały się: Zamek Christiansborg (zbudowany w latach 1732-1742, spłonął w 1794, po czym go przebudowano), Pałac Hirschholm w północnej Zelandii, miasto Hørsholm (budynki stworzone w 1737-39, rozebrane w 1812) i Eremitage (wybudowany 1734-36, istnieje do dziś).
W wieku XVIII coraz większy wpływ na rządy zdobywał potężny ród Reventlow.
Kolejny władca Fryderyk V Oldenburg, król Danii i Norwegii w latach 1746-1766, zapamiętany został jako kobieciarz nie stroniący od trunków. Król zainteresowany był głównie rozszerzaniem haseł Oświecenia, założył Królewską Duńską Akademię Sztuk (Det Kongelige Danske Kunstakademi) w Kopenhadze, a władzę nad krajem oddał w ręce ministrów (gł. obcokrajowców A. Moltke i J. Bernstroffa). Szczęśliwie ministrowie ci nie nadużywali swojej pozycji i działali dla dobra Danii.
Chrystian VII Oldenburg (1766-1808) był kolejnym słabym władcą. W praktyce rządził jego doradca Detlev Reventlow.
Niezwykłym epizodem były rządy królewskiego lekarza, Niemca z pochodzenia imieniem Johann Friedrich Struensee.

## XIX wiek

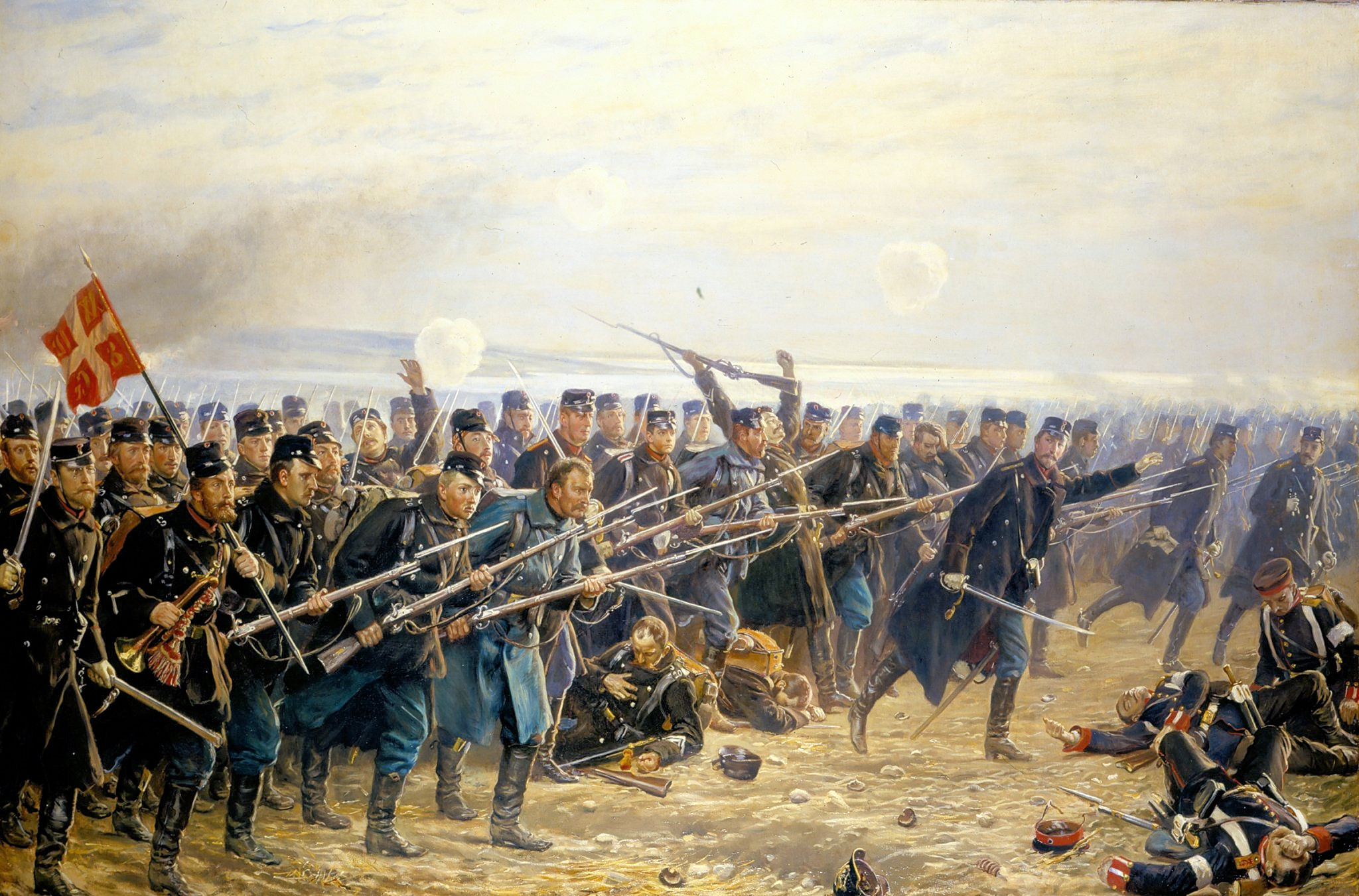
Bitwa pod Dybbøl podczas II wojny o Szlezwik

Christiana VII niszczyła schizofrenia, dlatego jego syn Fryderyk VI Oldenburg rządził Danią już od 1784 roku. Najważniejszym posunięciem Fryderyka VI panującego do roku 1839 było zniesienie poddaństwa chłopów i nadanie im ziemi w wieczystą dzierżawę. Dla wielu duńskich historyków moment ten wyznacza początek historii nowoczesnego narodu duńskiego. W roku 1814 Norwegia została Danii odebrana i weszła do unii personalnej ze Szwecją na mocy dekretów, które wydał kongres wiedeński.
Fryderyk VII przy poparciu Prus toczył w latach 1848-1850 wojnę (I wojna o Szlezwik) z księstwami Szlezwiku i Holsztynu, zakończoną potwierdzeniem unii obydwu księstw z Danią. Jego następca Chrystian IX (panował w latach 1863-1906) w 1864, po wojnie duńskiej z Austrią i Prusami, stracił księstwo Szlezwik-Holsztyn. Po referendum w roku 1920 północna część regionu została przyłączona do Danii (okręg Sønderjyllands Amt, potem Dania Południowa), a południowa została w Niemczech (dzisiejszy kraj związkowy Szlezwik-Holsztyn).

## XX wiek
Podczas II wojny światowej Dania została zaatakowana 9 kwietnia 1940 roku w tzw. „operacji Weserübung”. 3,8-milionowy wówczas kraj posiadał armię liczącą wg różnych szacunków od 14 do 38 tys. żołnierzy, dlatego już po godzinie król duński postanowił o zaniechaniu oporu. Okupacja niemiecka trwała do końca wojny. Od 1942 pełnomocnikiem rządu niemieckiego w Danii był SS-Obergruppenführer Werner Best.
W 1943 Niemcy nakazali deportację 8 tys. duńskich Żydów do obozów zagłady. W odpowiedzi na to Duńczycy przetransportowali niemal całą zagrożoną społeczność żydowską na pokładach kutrów rybackich do Szwecji.
W sierpniu 1943 po fali strajków Niemcy rozwiązali rząd duński, rozbroili wojsko i przejęli tę część floty, która nie uległa samozatopieniu przez Duńczyków. 29 sierpnia 1944 wprowadzili stan wyjątkowy, deportując do Rzeszy miejscowych komunistów, a we wrześniu 1944 rozbroili duńską policję. Zaostrzenie rygoru okupacyjnego w l. 1943-1945 oznaczało śmierć 1700 Duńczyków. Ogółem w czasie wojny śmierć poniosło 3630 obywateli tego kraju.

## XXI wiek

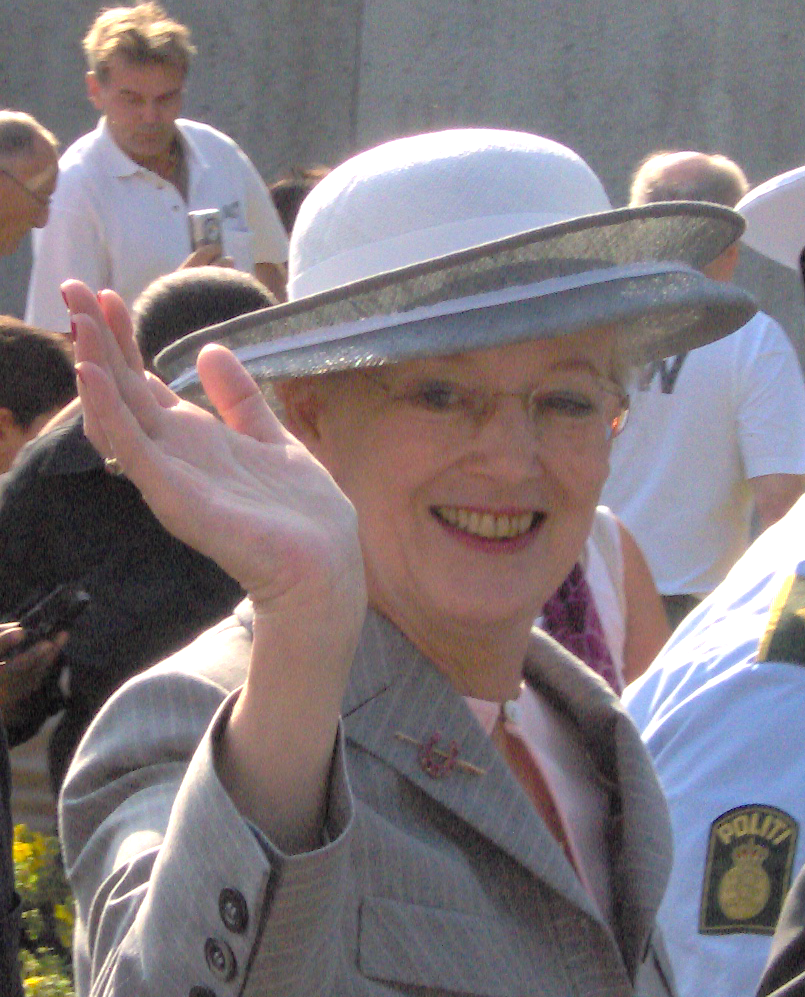
Małgorzata II

Od roku 1972 do 2024 Danią władała Małgorzata II. Po niej, na tron wstąpił jej najstarszy syn Fryderyk X.